# لینگن

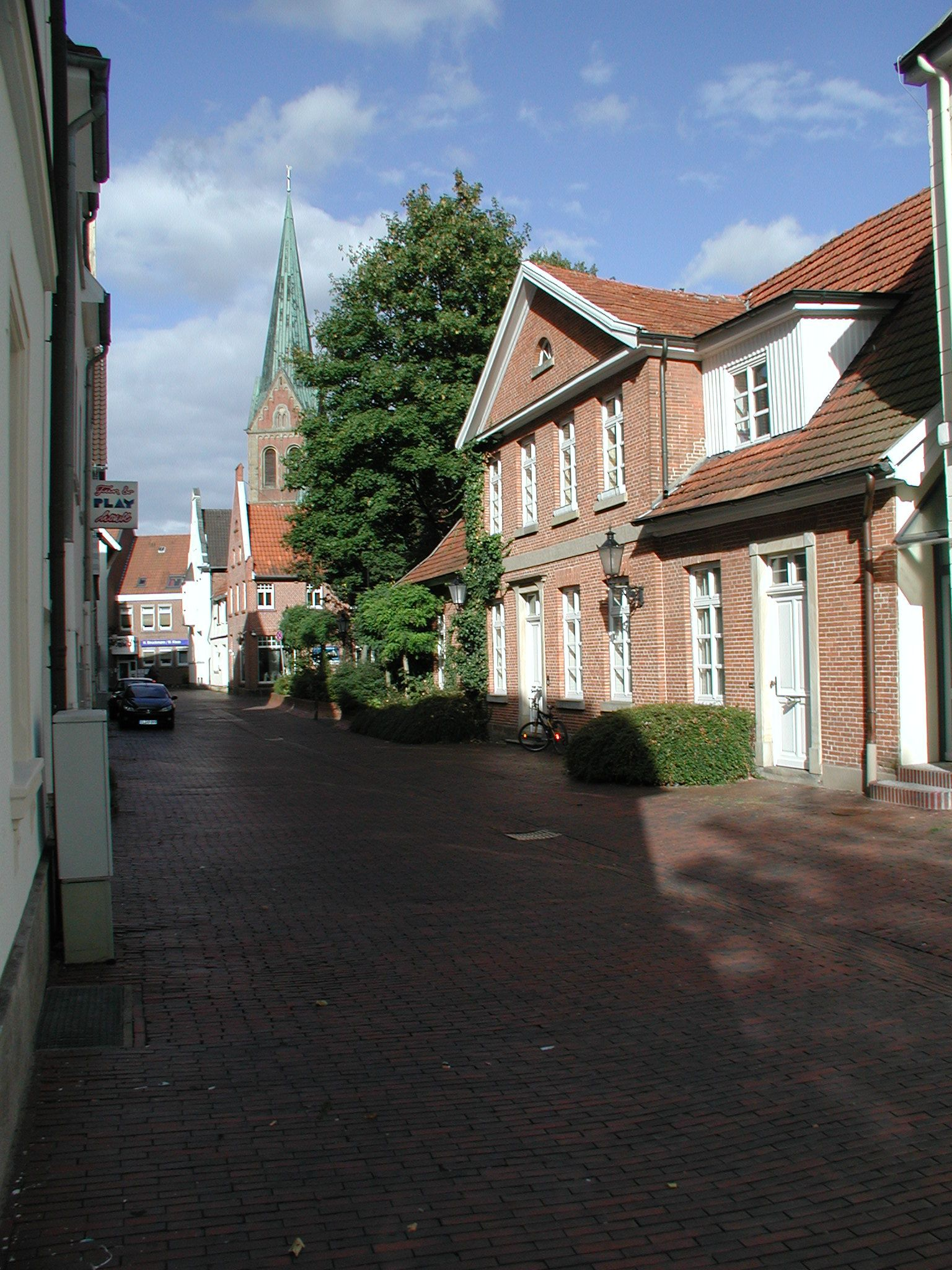
خیابانی در مرکز شهر لینگن.

لینگِن (به آلمانی: Lingen) شهری در غرب ایالت نیدرزاکسن آلمان است. این شهر به خطوط راه‌آهن آلمان متصل است.